# نجم (سوره)
سوره نجم سوره ۵۳ از قرآن است، ۶۲ آیه دارد و سوره‌ای مکی است. یکی از آیات این سوره، سجده واجب دارد. برخی گفته‌اند که این سوره اولین سوره پس از شروع دعوت آشکار پیامبر اسلام است و پس از خوانده‌شدن سوره توسط او، همهٔ مومنان و مشرکان سجده کردند. محتوای این سوره پیرامون نبوت و معاد است و دربارهٔ مباحثی مانند وحی، معراج، نهی از بت‌پرستی، و سرنوشت اقوام پیشین سخن گفته شده‌است. نامگذاری سوره به دلیل آیهٔ نخست آن است.
رمان جنجالی «آیات شیطانی» در دهه ۱۹۸۰ میلادی توسط سلمان رشدی ، با بهره گیری از موضوع غرانیق ، برگرفته از قرائت همین سوره توسط محمد ، در دوران زندگی در مکه نوشته شد. بیشتر مسلمانان دوران معاصر تا پیش از انتشار این رمان، از این ماجرا اطلاعی نداشتند. 